# Евзой Византийски
Евзой (на гръцки: Ευζώιος) е епископ на Византион от 148 до 154 г. Той наследява епископ Атенодор.
По време на неговото управление се провежда преследването на християните от император Антонин Пий. Наследник на Евзой става Лаврентий Византийски.